# Anja Hazekamp
Anja Hazekamp, née le 21 janvier 1968 à Vlagtwedde, est une femme politique néerlandaise, membre du Parti pour les animaux (PvdD). Elle siège au Parlement européen depuis 2014.

## Biographie
Elle est élue au Parlement européen lors des élections européennes de 2014, où elle siège au sein de la Gauche unitaire européenne/Gauche verte nordique. Elle est la première personne à siéger à l'assemblée européenne pour le Parti pour les animaux.
Elle est réélue aux européennes de 2019 et à celles de 2024.